# El Puerto de Liverpool
El Puerto de Liverpool — мексиканская компания, управляющая сетью универмагов. Штаб-квартира находится в Мехико.

## История
Основатель компании, француз Жан-Батист Эбрар (Jean-Baptiste Ebrard), начал торговлю одеждой в Мехико в 1847 году. Свой магазин он назвал El Puerto de Liverpool («Порт Ливерпуля»), поскольку большинство товара поступало из Европы через Ливерпуль. В 1936 году был открыт универмаг с таким названием, где были установлены первые в Мехико эскалаторы. В 1962 году в пригороде Мехико был открыт второй универмаг. В 1965 году компания El Puerto de Liverpool провела размещение своих акций на Мексиканской фондовой бирже.
В 1980 году был открыт первый торговый центр Perisur Shopping Mall. В 1982 году в городе Вильяэрмоса (столице штатах Табаско) был открыт первый магазин Liverpool вне Мехико. В 1988 году была поглощена сеть универмагов Fábricas de Francia; она была основана в 1887 году в Гвадалахаре. В 1997 году у компании Chedraui была куплена её сеть универмагов Comercial Las Galas. В следующем году была приобретена сеть универмагов Salinas y Rocha. В 2017 году у Wal-Mart de México была куплена сеть универмагов Suburbia. В 2019 году компания отказалась от бренда Fábricas de Francia, все торговые точки с этим названием были переименованы в Liverpool или Suburbia.

## Деятельность
По состоянию на 2023 год розничная сеть компании состояла из 124 универмагов Liverpool, 186 универмагов Suburbia и 28 торговых центров Galerías, а также 116 бутиков под различными брендами (Sfera, GAP, Banana Republic, M.A.C., Kiehl’s, Pottery Barn, West Elm, Williams Sonoma). Выручка компании за 2023 год составила 196 млрд мексиканских песо (11,7 млрд долларов).
Подразделения по состоянию на 2023 год:
- розница — торговля через сеть универмагов и бутиков, а также через интернет; 89 % выручки;
- финансы — выпуск кредитных карт под собственными брендами и Visa (7,25 млн карт), услуги страхового брокера; 8 % выручки;
- недвижимость — сдача в аренду торговых площадей, строительство и ремонт торговых центров; 2 % выручки.

В списке крупнейших публичных компаний мира Forbes Global 2000 за 2024 год El Puerto de Liverpool заняла 1130-е место.